# Oridryas mienshanensis
Oridryas mienshanensis is een vlinder uit de familie van de stippelmotten (Yponomeutidae). De wetenschappelijke naam van de soort werd in 1939 gepubliceerd door Caradja.